# Leobenbach
Der Leobenbach ist ein linker Nebenfluss der Lieser in Kärnten, Österreich.

## Verlauf
Der Leobenbach entspringt in den Kirchheimer Wolitzen in rund 2000 Meter Seehöhe und fließt an der Wolitzen Alm vorbei nach Norden. Bei der Sacklhütte münden der Stangbach und gleich darauf der Karlbach und der Hofalmbach. Der Leobenbach fließt jetzt nach Westen durch Innerleoben und den Leobengraben nach Leoben, wo er in die Lieser mündet.
Das Quellgebiet des Leobenbachs liegt in der Gemeinde Bad Kleinkirchheim. Der Stangbach und nach seiner Mündung kurz der Leobenbach bilden die Grenze zur Gemeinde Krems in Kärnten. Diese Grenze verläuft dann nach Süden, sodass das gesamte weitere Einzugsgebiet des Leobenbachs in der Gemeinde Krems liegen. 

Der Leobengraben Richtung Osten

## Berge
Der Leobenbach und seine Zuflüsse liegen in den Nockbergen, einer Untergruppe der Gurktaler Alpen. Das obere Tal des Leobenbachs ist das nach Norden offene Grundtal. Dieses wird im Westen von Gretalerriegel, Lahnernock (2195 m) und Pfannock (2254 m), im Süden vom Mallnock (2226 m) und im Osten von Klomnock (2331 m) und Schiestelnock (2206 m) sowie im Nordosten vom Königstuhl (2336 m) begrenzt. Der Leobengraben wird im Süden durch Großleobeneck (2196 m), Saunock (2214 m) und Plattnock (2316 m) und im Norden durch Hohe Pressing (2370 m), Bärenaunock (2292 m) und Peitlernock (2244 m) eingegrenzt.

## Natur und Tourismus

### Biosphärenpark
Das Einzugsgebiet des Leobenbachs ist Teil des Biosphärenparks Salzburger Lungau und Kärntner Nockberge.

### Wanderungen
Im Bereich des Leobenbachs gibt es eine Reihe von Wandermöglichkeiten, wie zum Beispiel von der Grundalm auf den Pfannock oder vom Parkplatz Winkl auf den Königstuhl.

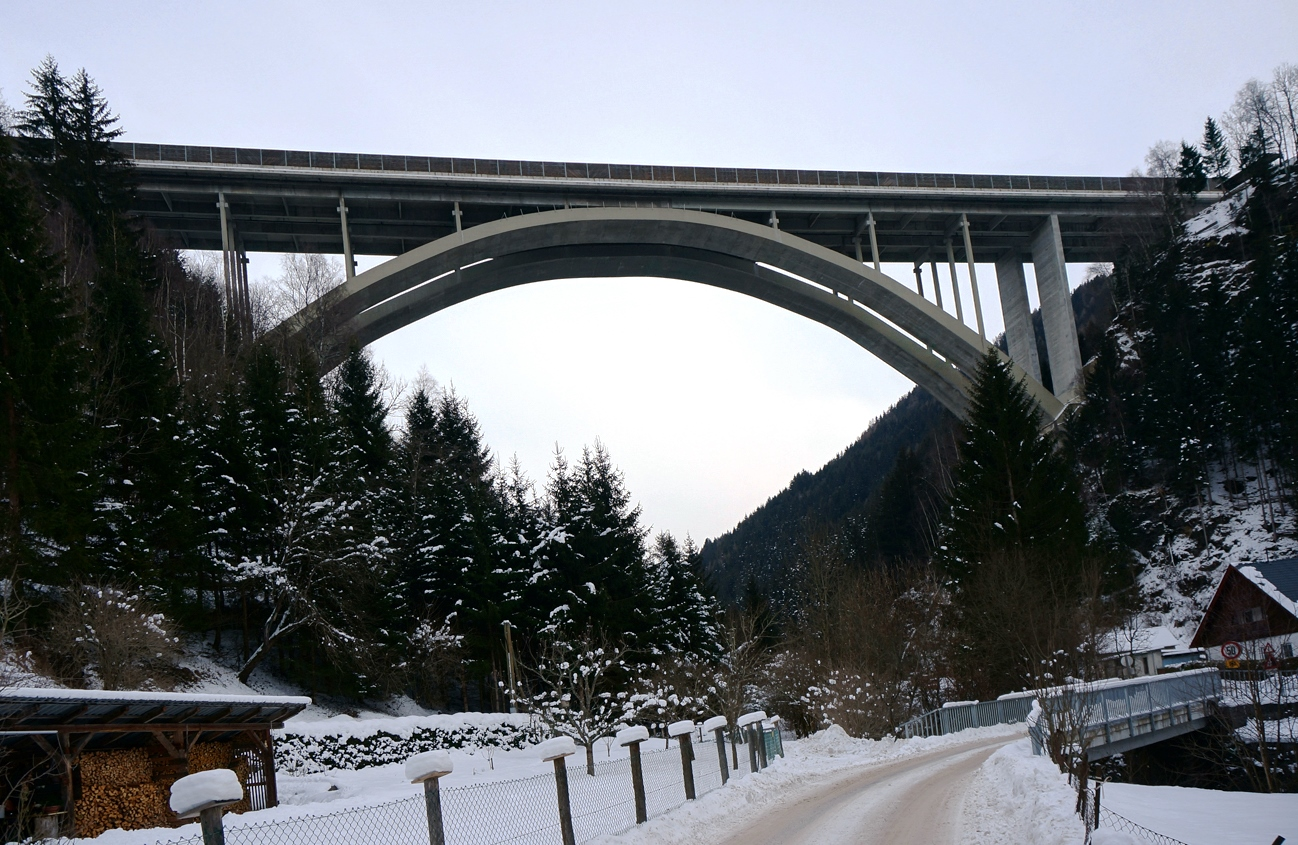
Brücke der Tauern Autobahn über den Leobenbach

## Nebenbäche
Das Einzugsgebiet des Steinbrückenbachs hat eine Fläche von 76,8 Quadratkilometern. Die größten Nebenbäche sind:
| Name           | Mündungsseite | Mündungsort        | Einzugsgebiet in km² |
| -------------- | ------------- | ------------------ | -------------------- |
| Schiestelbach  | rechts        |                    | 2,4                  |
| Stangbach      | rechts        | Sacklhütte         | 6,0                  |
| Karlbach       | rechts        |                    | 4,9                  |
| Hofalmbach     | links         |                    | 7,3                  |
| Eisentalbach   | rechts        | Wh. Steigerhütte   | 1,9                  |
| Treibenbach    | rechts        | Untere Kollerhütte | 2,4                  |
| Bliembach      | links         | Innerleoben        | 2,6                  |
| Bergwurzbach   | rechts        |                    | 2,9                  |
| Großgrabenbach | links         |                    | 3,7                  |
| Laxbach        | links         |                    | 1,2                  |
| Gratzbach      | rechts        |                    | 2,9                  |
| Schoberbach    | rechts        |                    | 1,3                  |

## Verkehr
- Die Nockalmstraße führt von der Schiestelscharte zur Grundalm und dann nach Norden den Leobenbach entlang bis zur Sacklhütte, wo sie den Leobenbach verlässt und weiter nach Norden über die Eisentalhöhe nach Innerkrems führt.[6]
- Bei der Sacklhütte zweigt eine Straße ab, die durch den Leobengraben ins Liesertal nach Leoben führt.
- Der Leobenbach wird bei Leoben von der Tauern Autobahn A10 überspannt.